# 平溪線
平溪線是由臺灣鐵路公司所經營的傳統鐵路支線，最初是為了運輸自沿線礦坑開採而得的煤礦而興建此路線，後來並兼辦客運。

## 路線資料
- 經營管轄：臺灣鐵路公司（原臺灣鐵路管理局）
- 路線距離：三貂嶺＝菁桐間12.9 公里 [1]
- 軌距：1,067毫米
- 車站數：7（含起訖車站）
- 開業時間：1921年7月全線開通
- 雙線區間：無，全線單線
- 電化區間：無
- 閉塞方式：電氣路牌閉塞

雖然只有一座設在市道106號的公路平交道，但仍有無數個行人穿越區，因其單線非電氣化鐵路，眾多民眾也直接在鐵軌上步行。

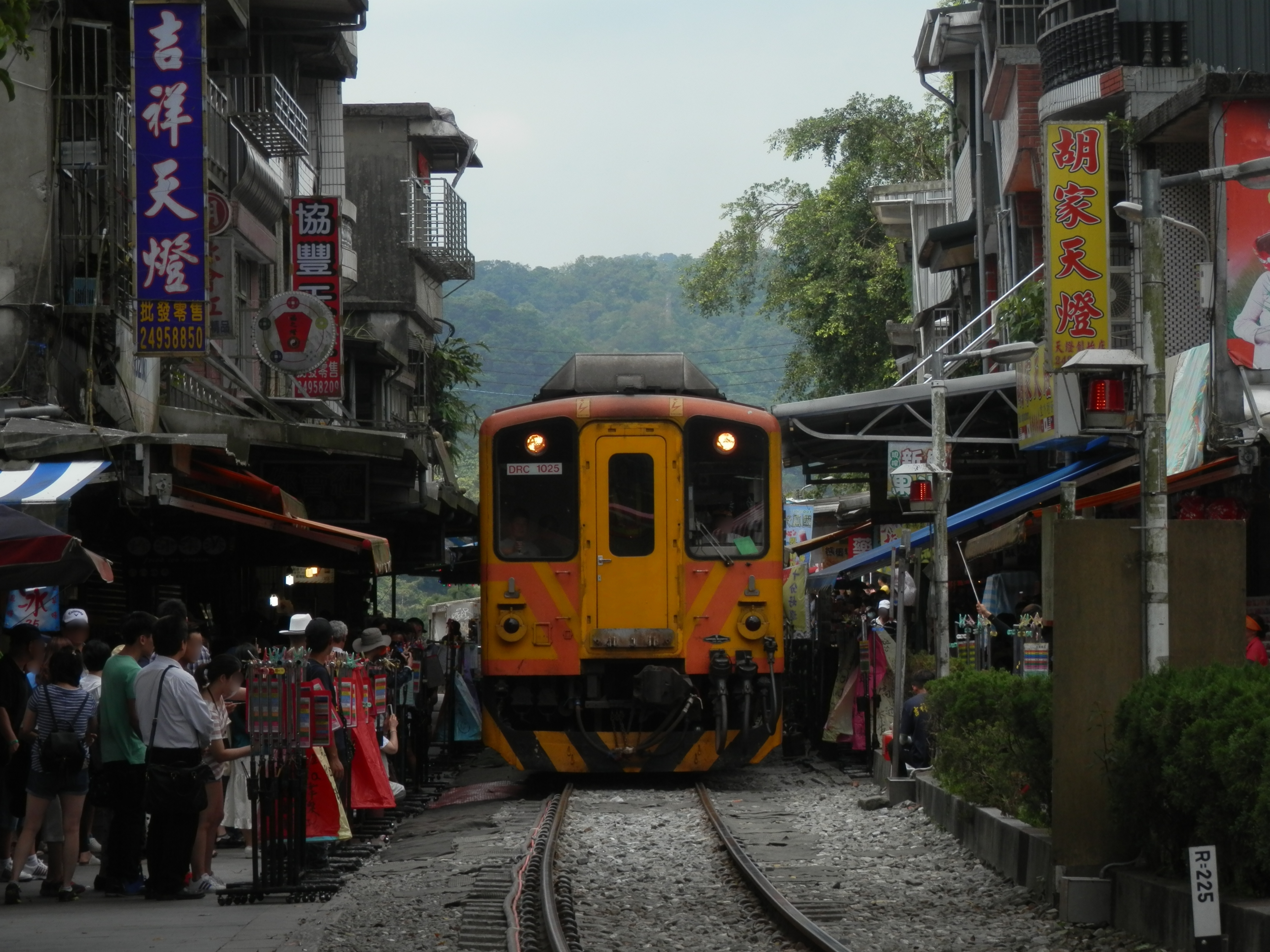
DRC1025柴油客車 十分車站和大華車站之間

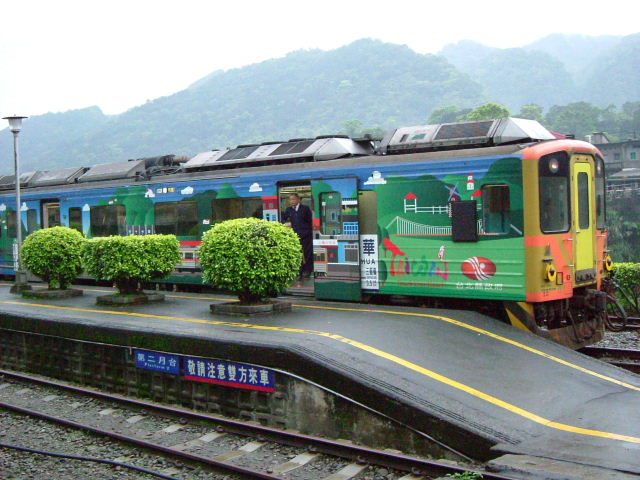
平溪線的DR1000型彩繪列車

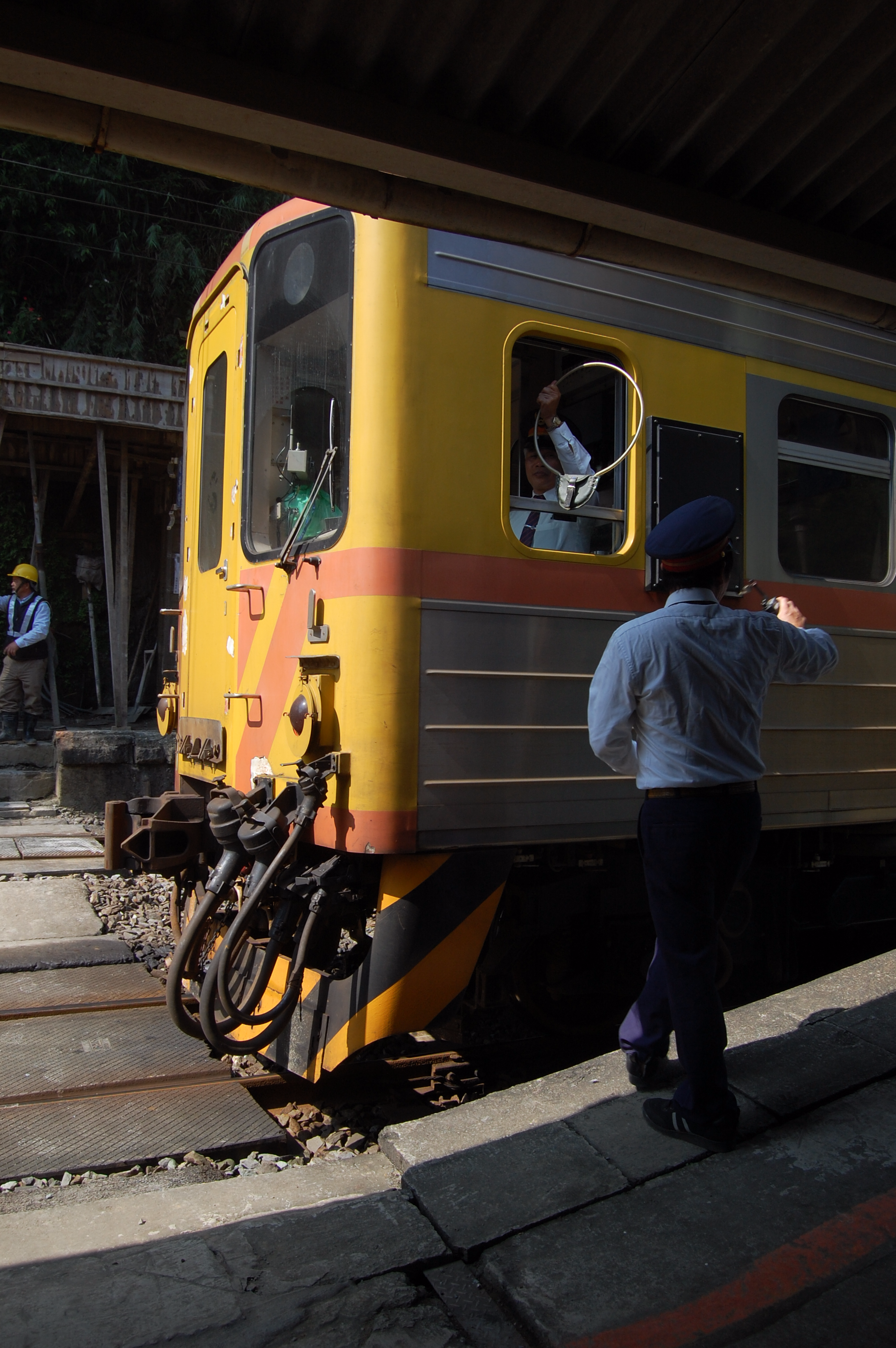
台鐵工作人員在三貂嶺站領取列車通行權（路牌）到下一段十分站

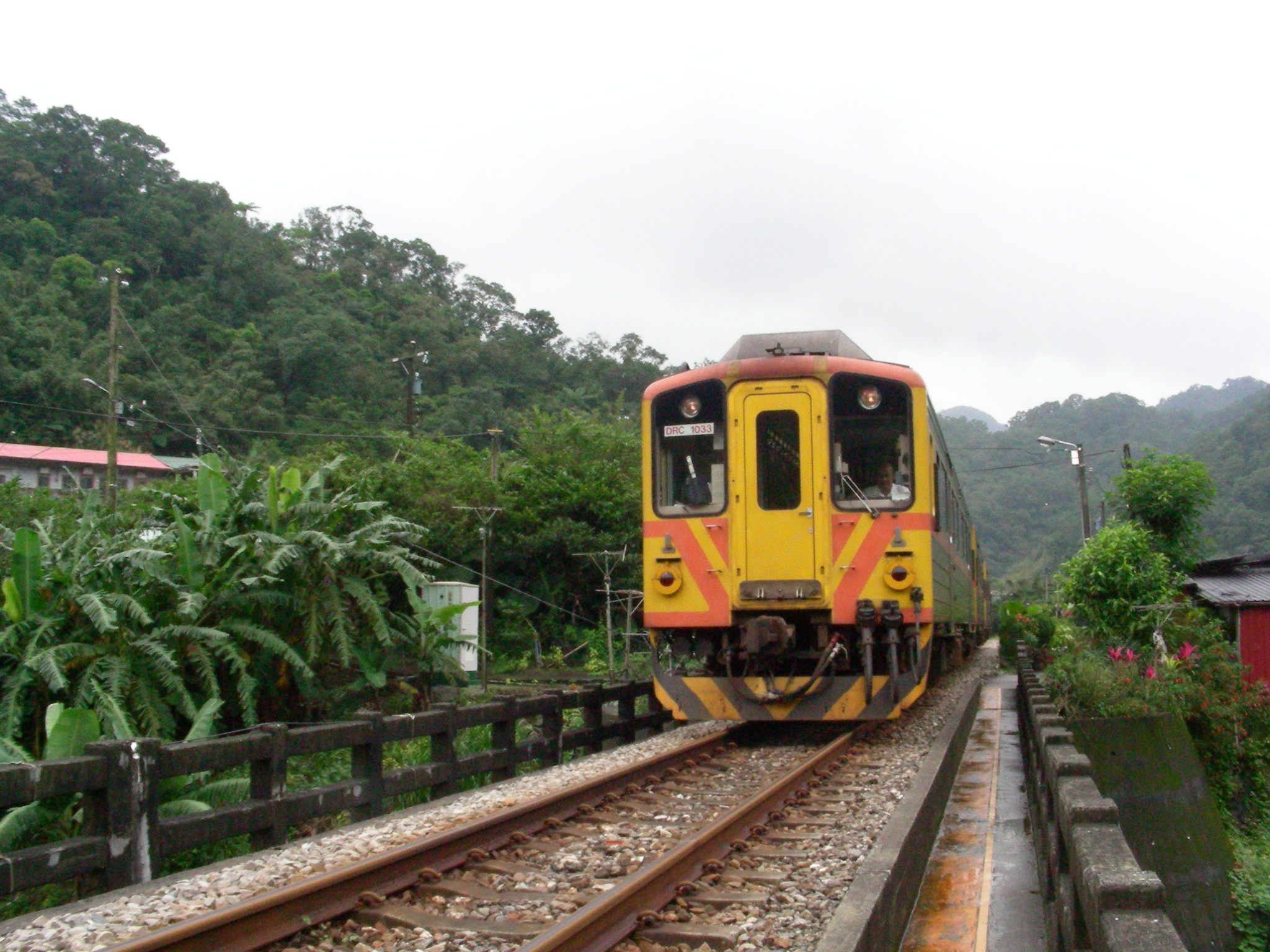
進入平溪線的DR1000，三貂嶺-大華間

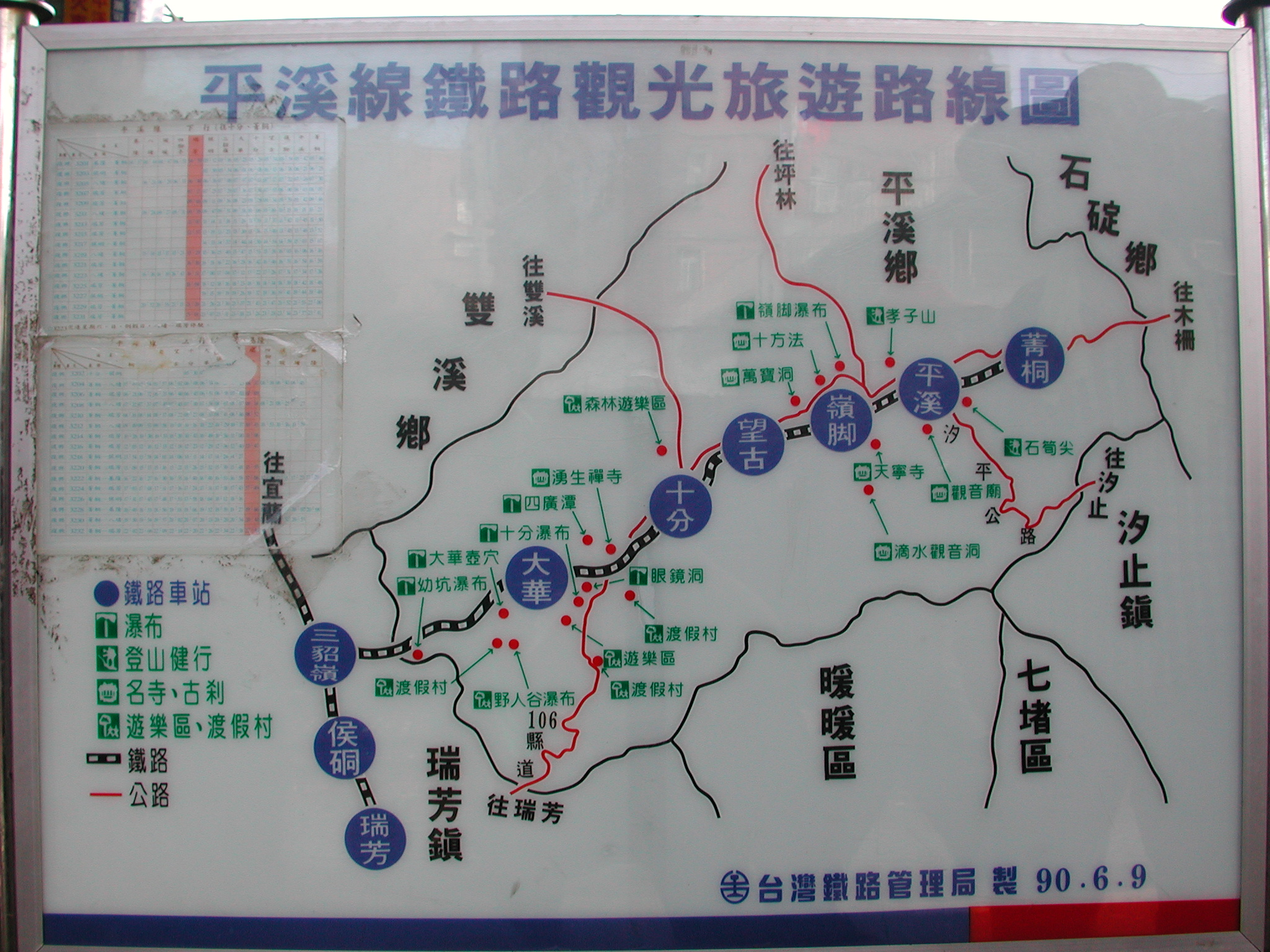
臺灣鐵路管理局平溪線觀光旅遊路線圖燈箱，位於瑞芳車站。

## 運行形態
- 至2014年7月15日止，八堵至菁桐間採直通運行方式營運，另有一班列車從瑞芳出發，假日加開一班十分至八堵的加班車[2]。不過周遊劵區間為瑞芳－菁桐，全程仍要另外購票。
- 於2015年7月15日起，臺鐵調整平溪線的營運模式，將深澳線20列次合併採直通運行方式營運[3][4]，區間改為海科館－菁桐，僅早晚列次仍為八堵至菁桐[5][6]。一日週遊券區間亦改為海科館－菁桐，全票由52元調整為80元[7]。
- 於2016年12月28日起，原海科館－菁桐區間延長行駛至八斗子，改為八斗子－菁桐區間。
- 平溪天燈節期間或平溪線沿線有其他大型活動時，平溪線會實施活動當日限定時刻表，並曾以宜蘭線的瑞芳車站及猴硐車站作為上、下客分流(去程列車於瑞芳發車，回程列車僅行駛至猴硐，搭配部分對號列車臨時增停猴硐)。
- 2020年12月，因應瑞芳猴硐區間坍方，4日至14日間停駛，17日起因應瑞芳=猴硐間單線運轉，為降低列車運轉延誤時間及避免影響主線運行，營運區間改成菁桐猴硐，與深澳線不直通運行[8]。
- 2021年2月3日，因瑞芳猴硐區間坍方修復完成，恢復雙線雙向通車，平溪線列車行駛區間恢復延伸至深澳線。

## 使用車輛
- DR1000型柴油客車

## 簡介

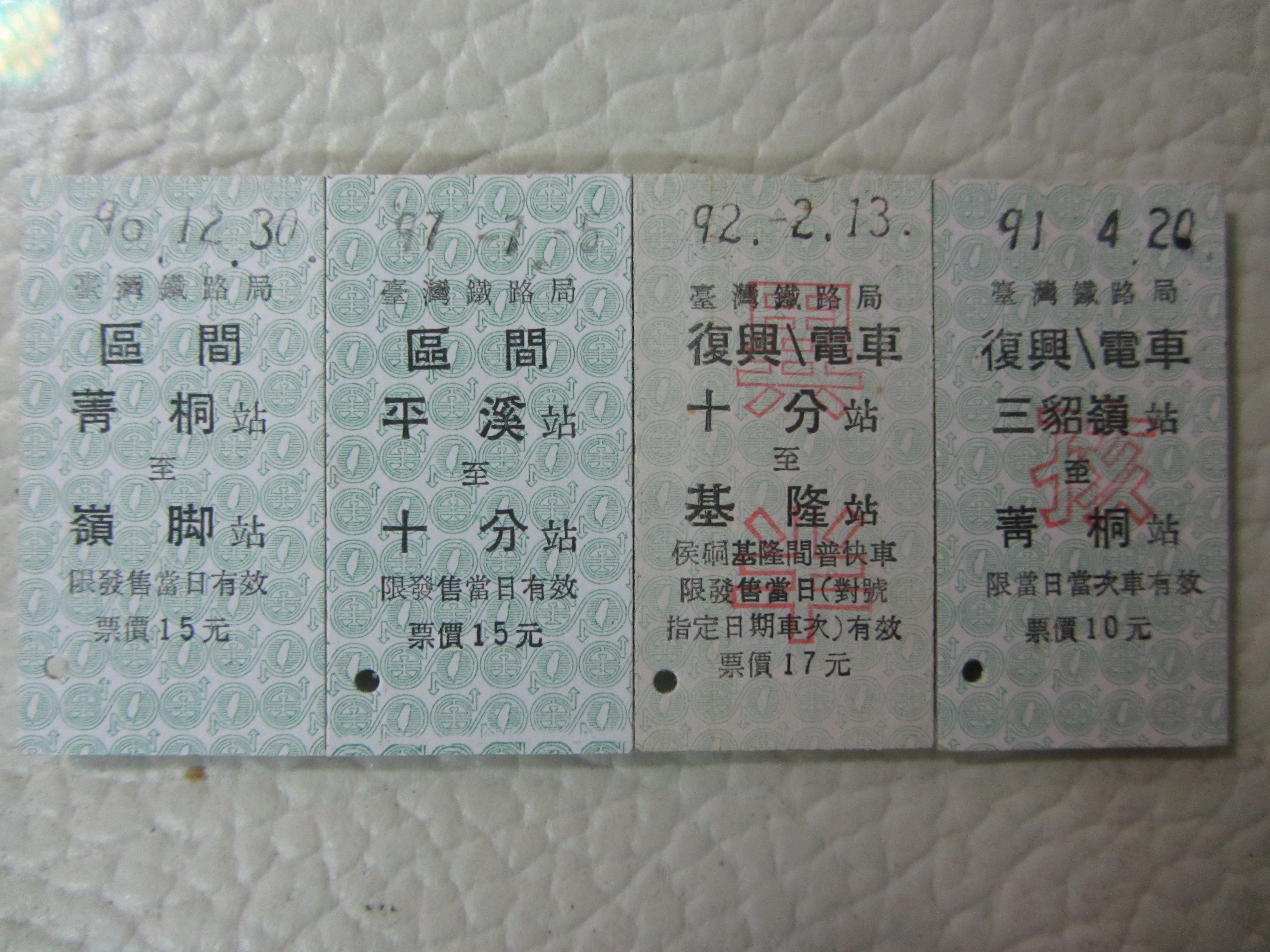
平溪線名片式車票。

### 日治時期
平溪線原稱石底線，是為了開發平溪地區的煤礦所設置的鐵路。為了開發此地區的煤礦，顏雲年和藤田組於1918年6月組成了「臺北炭礦株式會社」，但因此處地形多山導致交通困難，曾思考要以架設索道或是設置鐵路以連接宜蘭線的方式來運送煤炭，因考量鐵路對地方產業發展之影響，故決定投入巨額資金興建石底線。石底線於1919年1月動工，後來因1920年因第一次世界大戰後的世界經濟蕭條，導致藤田組退出，故顏雲年收購其全部資金，並和賀田金三郎、木村久太郎、林熊徵共同增資五百萬圓，使鐵路工程得以繼續。而顏雲年亦將雲泉商會在瑞芳及金山經營的採礦事業合併，在1920年9月改稱「臺陽礦業株式會社」。而後鐵路在1921年（大正10年）7月全線完工，是為臺陽礦業株式會社石底線，為運煤專用鐵路，總工程費用約230萬圓。石底線是當時「裏台北地方」唯一的交通設施，由於僅作為運煤使用之效益不高，總督府在計畫將私營的石底線收購為官營，總督府當時考量的因素如下：
- 收購後可連接至景美站，再連接至萬華車站，能促進文山郡一帶的農林物產運輸發展。
- 許多會社需要增加鐵路運輸能力，亦向總督府陳情希望收購為官營。
- 地方居民亦期望將石底線改為一般營業線，方便客貨運輸。
- 透過石底線從臺北去宜蘭的路程，較經基隆、八堵之路程短，且可促進萬華的發展。
- 石底線延伸開通後，可提升台北至基隆的運輸效率

1929年（昭和4年）10月1日由台灣總督府鐵道部以150萬圓收購石底線改為官營，定名為「平溪線」，經過整建之後開始兼辦客運，設有三貂嶺站、十分寮站（今十分車站）、嶺腳寮站（今嶺腳車站）、石底站（今平溪車站）、菁桐坑站（今菁桐車站）。

### 戰後
1980年代時，由於平溪區內煤礦場相繼關閉及人口流失等因素，平溪線的營運虧損。臺灣鐵路管理局曾打算停止平溪線鐵路，但經過地方人士的積極爭取而保留。
平溪線為台鐵六條客運支線之一（平溪線、內灣線、六家線、集集線、深澳線、沙崙線），也為目前仍營運的鐵路支線當中歷史最悠久，也是風景最美麗的客運支線。平溪線沿基隆河河谷興建，沿途有原始的河谷景觀、壺穴、瀑布，生態資源豐富。平溪線沿線旅遊景點甚多，包括三貂嶺瀑布群、十分瀑布、眼鏡洞、四廣潭、台灣煤礦博物館、平溪老街、孝子山、平溪三尖、菁桐老街、石底煤礦遺址等；近年來平溪每年固定舉辦「天燈節」，平溪線也發揮了大量輸送遊客的功能。平溪線沿線的基隆河溪谷有「平溪耶馬溪」的美名，也被喻為「台灣的保津峽」。

## 路線延伸計畫
在日治時代1920年代，即有將臺陽礦業的石底線延伸至景尾（景美），以與台北鐵道株式會社新店線接軌，形成「臺北裏線」的構想，但因公司財務狀況不佳而未實現。昭和5年（1930年）臺灣總督府產業調查會決議事項，在新建的地方鐵道中，即列出「景尾菁桐坑間 25.7㎞」的計畫線。若將此路線延伸，除了能促進煤炭挖掘，也能減少蘭陽地區的物資往南送的費用，但此延伸計畫至終戰前未實現。
戰後，臺灣鐵路管理局曾考慮以美援興建「菁桐坑-景美支線」。探查報告中，設置景美、木柵、深坑、雙溪口、文山、武坑、菁桐坑等車站。
在1996年復提出平溪線延伸木柵案。行政院經濟建設委員會(現中華民國國家發展委員會)也曾於2004年做過「臺北都會區休閒遊憩鐵路暨沿線土地規劃利用之研究」，規劃從臺北捷運木柵站起，沿途設深坑、楓子林、石碇子埔、姑娘廟等站，最後在菁桐接軌平溪線，但最後都因為種種因素而未成功。
本延伸案在2007年交通部運輸研究所、2010年中華民國直轄市公職人員選舉民主進步黨新北市市長候選人及2012年中華民國總統選舉民進黨中華民國總統候選人蔡英文等都提議延伸至深坑，不過因為興建成本高、臺鐵態度消極，以及地形過於險峻，新北市政府只允諾會評估。2017年，時任總統蔡英文任內提出之前瞻基礎建設計畫並未納入本線延伸計畫，讓本線延伸案僅止於紙上談兵。
未來若是侯硐雙溪區間線型改善計畫長隧道通過，平溪線與宜蘭線分岔站將由三貂嶺站調整為侯硐車站，原宜蘭線侯硐三貂嶺區間將成為平溪線延伸段。本來亦有增加列車節數加大載運旅客數而加長菁桐車站月台的改造計畫，後來因菁桐車站的居民反對而作罷。

## 車站一覽

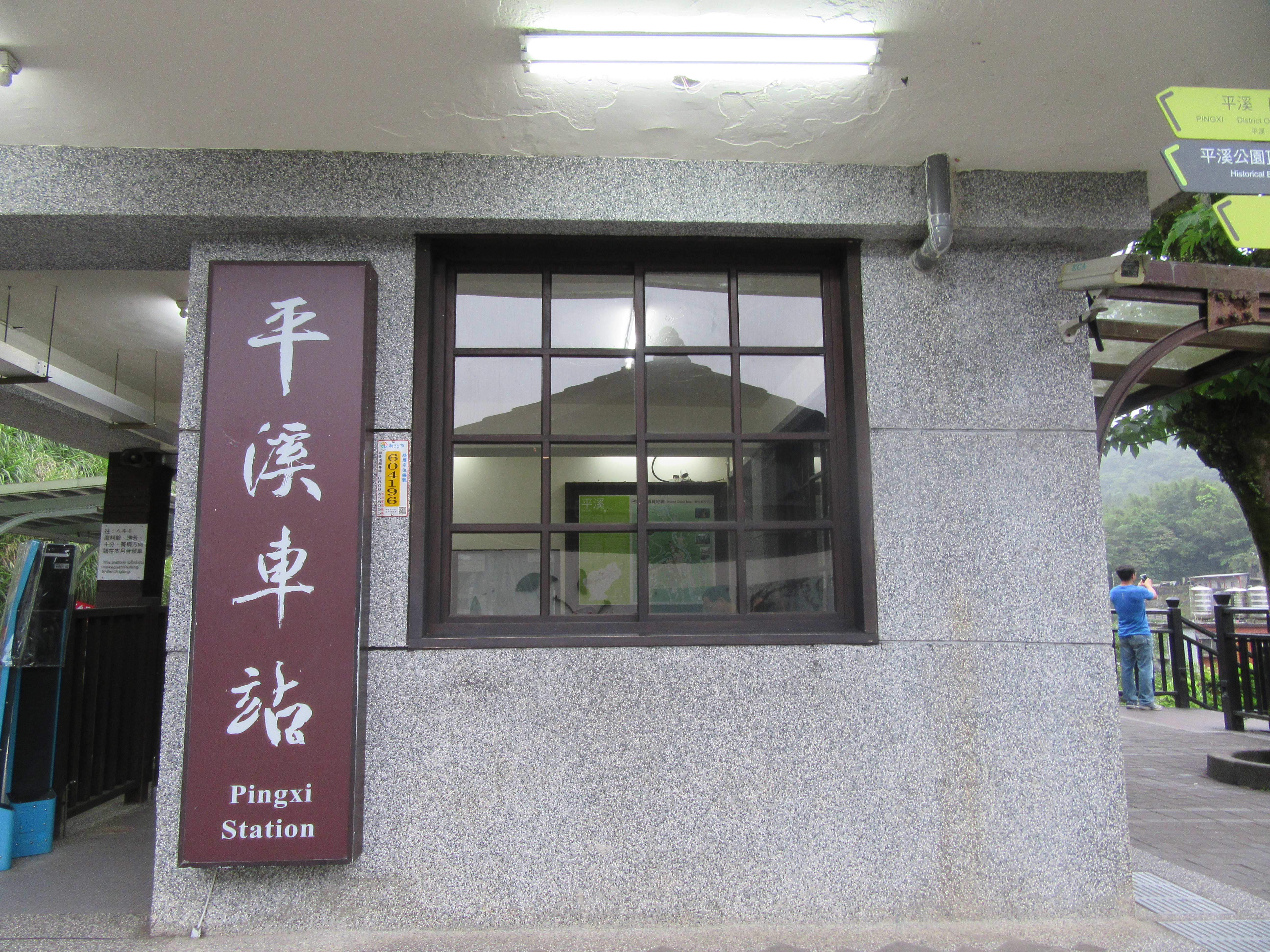
平溪車站招牌

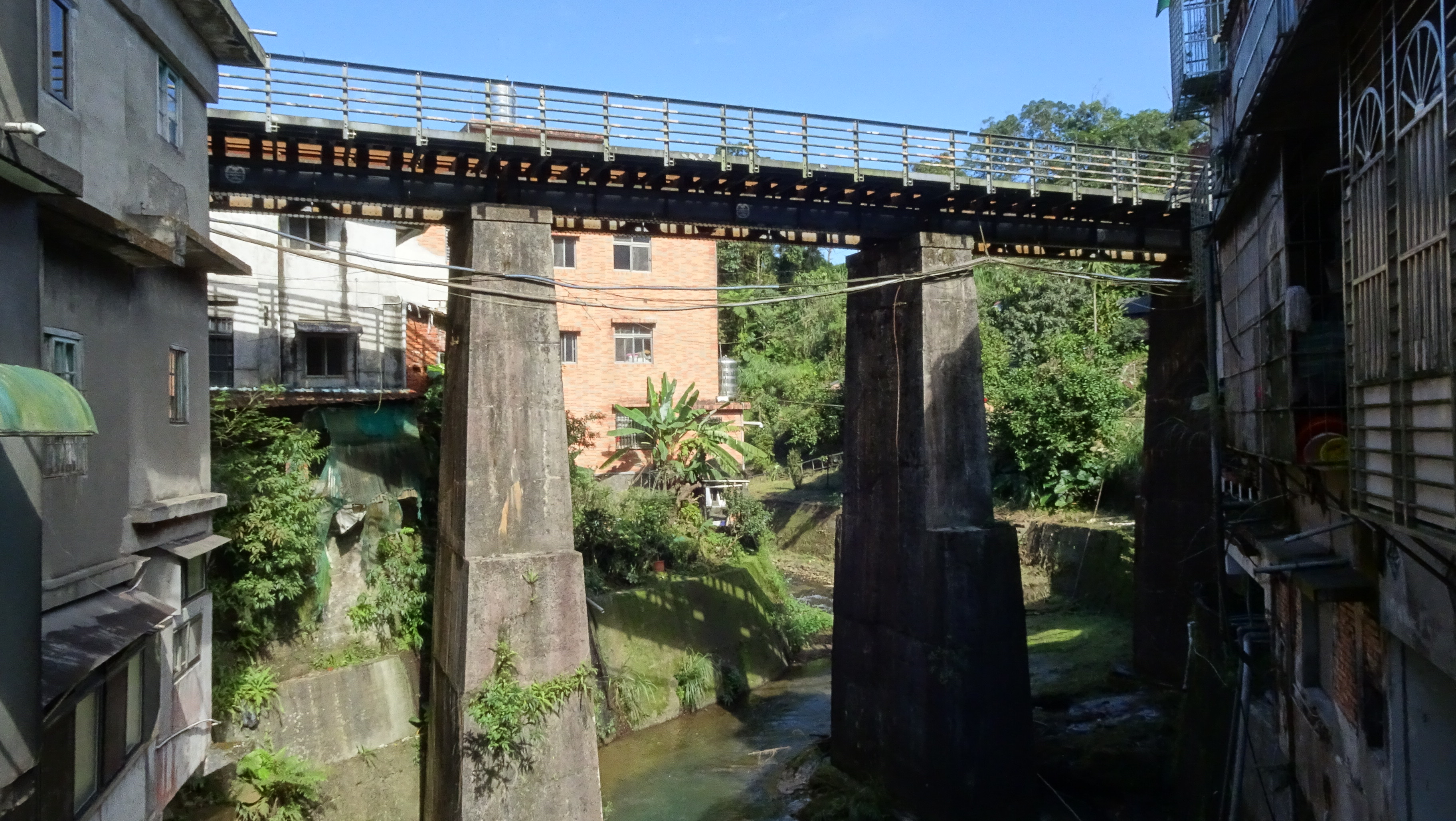
平溪線鐵路跨越三坑溪之三坑溪鐵橋，鄰近平溪車站，往菁桐車站方向

（註：車站等級：分為特等、一等、二等、三等、甲簡、乙簡、丙簡、簡易、招呼、號誌）
| 車站名稱          | 車站名稱    | 編號 | 營業里程 三貂嶺起 | 等級 | 續接／交會路線 | 備註                                          | 所在地 | 所在地 |
| 中文 （國音電碼） | 英譯        | 編號 | 營業里程 三貂嶺起 | 等級 | 續接／交會路線 | 備註                                          | 所在地 | 所在地 |
| ----------------- | ----------- | ---- | ----------------- | ---- | -------------- | --------------------------------------------- | ------ | ------ |
| 三貂嶺 （ㄙㄉㄌ） | Sandiaoling | 7330 | 0.0               | 三等 |                | 平溪線起點；可轉乘宜蘭線；無公路可抵達        | 新北市 | 瑞芳區 |
| 大華（ㄚㄏ）      | Dahua       | 7331 | 3.5               | 招呼 |                | 由瑞芳車站管理；公路難以抵達 大華農產公司側線 | 新北市 | 平溪區 |
| 十分（ㄕㄈㄣ）    | Shifen      | 7332 | 6.4               | 丙簡 |                | 本線第一大站，由瑞芳車站管理；可辦理列車交會  | 新北市 | 平溪區 |
| 望古              | Wanggu      | 7333 | 8.2               | 招呼 |                | 舊名慶和（ㄑㄥㄏ）；由瑞芳車站管理            | 新北市 | 平溪區 |
| 嶺腳（ㄌㄐㄠ）    | Lingjiao    | 7334 | 10.2              | 招呼 |                | 由瑞芳車站管理                                | 新北市 | 平溪區 |
| 平溪（ㄆㄑ）      | Pingxi      | 7335 | 11.2              | 簡易 |                | 由瑞芳車站管理                                | 新北市 | 平溪區 |
| 菁桐（ㄐㄊ）      | Jingtong    | 7336 | 12.9              | 簡易 |                | 平溪線終點；由瑞芳車站管理                    | 新北市 | 平溪區 |

註：部分國音電碼無資料或遺失

## 其他

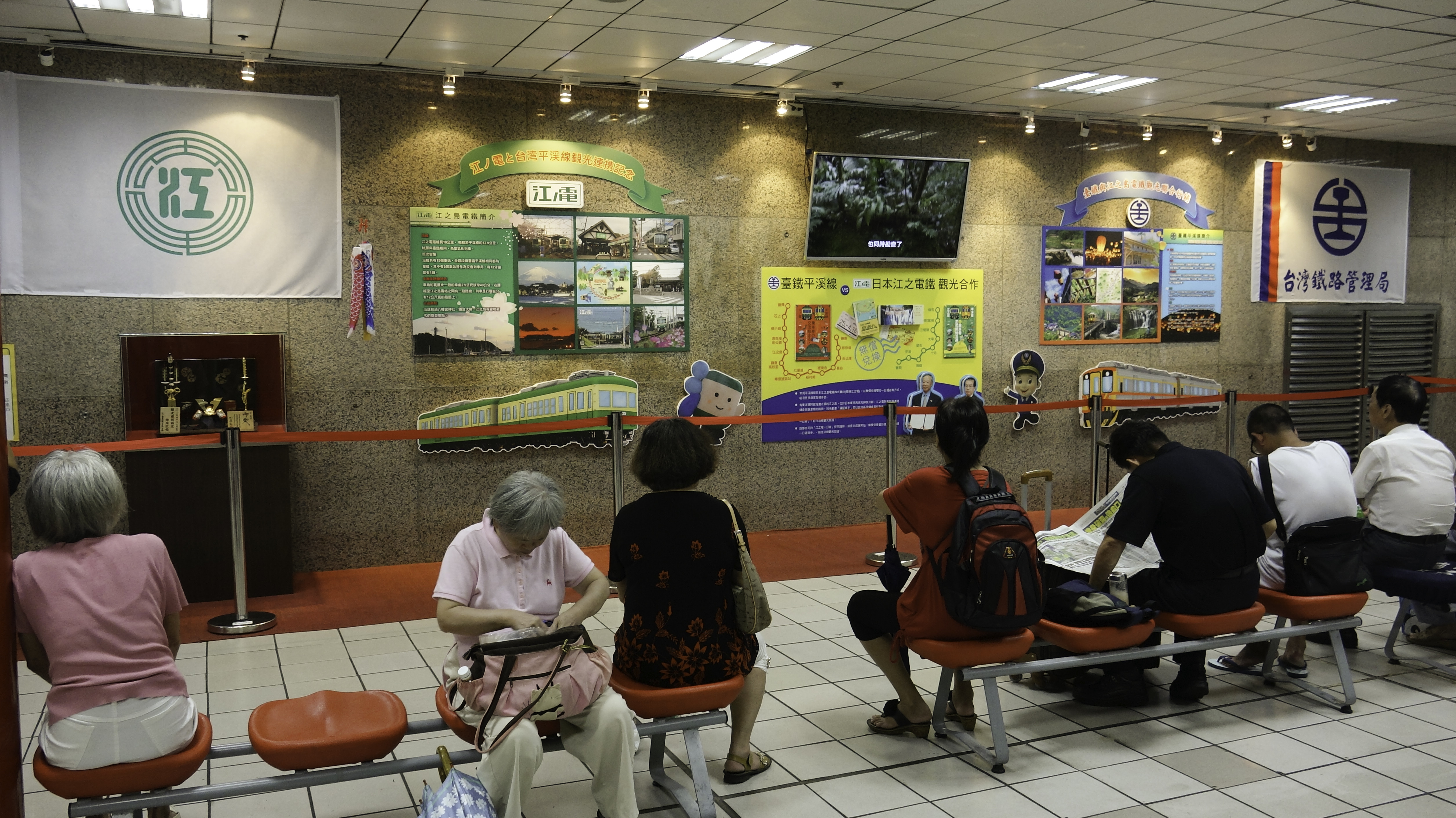
江之島電鐵與平溪線合作

日本江之島電鐵於2013年4月23日與平溪線合作，簽訂合約。旅客持使用過之平溪線一日券或江之島電鐵車票（日期不拘），免費互換。交換時間自2013年5月1日起，延長至2016年3月31日為止。
- 平溪線曾於2003年期間，開行部分與縱貫線直通運轉的復興號班次。
- 平溪線自2013年9月30日啟用多卡通刷卡機服務。[25]
- 平溪線和日本由利高原鐵道鳥海山線（日语：由利高原鉄道鳥海山ろく線）於2014年4月30日締結姊妹鐵路[26]。

- 平溪線各鋼梁橋（烏塗窟、幼坑橋、平溪橋、南嶺腳寮橋及石底橋）更新工程，於民國104年（2015年）6月份完工。[27]

- 規畫中的北宜新線，經過平溪線望古車站交叉。但因地勢落差甚大，無設置轉乘之構想。

## 外部連結
- 交通部鐵道局 （页面存档备份，存于）
- 交通部臺灣鐵路管理局 （页面存档备份，存于）
- . 交通部觀光局. （原始内容存档于2020-08-21）.